# Демиург
Демиу́рг, или Димиу́рг (др.-греч. Δημιουργός — «мастер, знаток, специалист; ремесленник, мастеровой; создатель, творец» от др.-греч. δῆμος — «земля, народ» + др.-греч. ἔργον — «дело, труд, работа»):
1. В античной философии (преимущественно в платонизме) — создатель вещей чувственно воспринимаемого космоса.
2. В гностицизме — создатель (церк.-слав. зиждитель), творец видимого космоса и бог евреев, занимающий среднее место между всеблагим Первоотцом совершенного духовного бытия (Богом гностиков) и злым, тёмным началом — сатаной, богом материи, хаоса и язычества[1]. Его имя — Ялдаваоф[2].
3. В христианском богословии — одно из именований Бога как создателя и строителя всего существующего[3].

Первоначально демиургом называли всякого человека, работающего для людей, будь то ремесленник или должностное лицо, исполняющее определённые общественные обязанности. Поскольку для успешного выполнения работы требовалось наличие мастерства или искусства, со временем демиургом стали называть мастера, знатока в своём деле. В более широком смысле демиургом назывался любой создатель чего-либо.

## Демиург в мифологии
В мифологии Демиург часто является таким персонажем, как гончар, кузнец, ткач. Однако Демиург шире ремесленных функций. Так, в греческой мифологии бог-кузнец Гефест делает щит, который можно интерпретировать как модель мировой жизни. Сеппо Ильмаринен, одно из трёх высших божеств финской мифологии, выковывает солнце и луну. Египетский бог Хнум создаёт мир и людей на гончарном круге, а индийский Вишвакарман — ваятель, плотник, — является божественным творцом мира. Во многих мифологиях Демиург сливается с более абстрактным образом небесного бога-творца, отличающегося космическими масштабами деятельности, творящего не только отдельные объекты, элементы мироздания, как Демиург, но космос в целом и не только путём изготовления, но и более «идеальными» способами, посредством магических превращений, простым словесным называнием предметов и т. п. Так, египетский Птах создаёт мир «языком и сердцем». Демиург часто выступает как помощник верховного божества.

## Демиург в философии
В философский лексикон термин Демиург был введён древнегреческим философом Платоном (428 или 427—348 или 347 до н. э.), который впервые называет Демиургом «творца и отца» этого видимого космоса. Платон в диалоге «Тимей» описывает акт сотворения всех вещей и живых существ Богом-демиургом. Платон определяет Демиурга как Ум, который, взирая на вечный умопостигаемый прообраз-парадигму, создаёт мир посредством упорядочивания хаотически движущейся материи. При этом ни сам идеальный прообраз, ни материя от Демиурга не зависят, он лишь соединяет их вместе — в этом состоит его существенное отличие от Бога теистических религий, творящего мир из ничего. Кроме того, Демиург не всесилен: будучи благим, он старается как можно больше уподобить мир его идее, однако пассивное сопротивление материи, проявляющееся в виде естественной необходимости, мешает ему полностью осуществить своё намерение.
Древнегреческий философ Аристотель (384—322 до н. э.) употреблял слово Демиург в традиционном значении — «ремесленник, мастер». Греческий философ-платоник Алкиной (II в.н. э.) понимает Демиурга как разумную часть мировой Души, которая мыслит не благодаря самой себе, а благодаря воздействию со стороны активного божественного Ума.
С мировой Душой отождествляют Демиурга также философы-платоники II века Аттик и Апулей. Аттик описывал Демиурга как «высшее начало», из которого проистекает всё сущее и «над которым нет никакого другого начала». Это высшее начало есть, по Аттику, одновременно и ум, и благо. Но поскольку ум не может существовать вне души, то Демиург оказывается не чем иным, как разумной божественной душой, которая «пронизывает весь мир», «упорядочивает» его и им «управляет».
Древнегреческий философ Филон Александрийский (ок. 25 до н. э. — ок. 50 н. э.) приписывает функции Демиурга Логосу — творческой силе верховного Бога, содержащей в себе божественный замысел о мире и активно оформляющей материю. Филон считает демиургический Логос старейшей и ближайшей по достоинству к Богу силой и именует его «перворождённым Сыном» Бога.
Нумений Апамейский, греческий философ II века н. э. описывает Демиурга как «второй Бог». Одной своей частью он, как Ум, всегда обращен к Отцу, а другой погружён в материю, которую оформляет в соответствии с созерцаемыми в Отце умопостигаемыми формами.
В гностицизме возникает учение о злом и неразумном Демиурге. В системе античного философа II века, Валентина, Демиург располагается не только ниже плеромы вечных сущностей — «эонов», но и ниже падшей Софии-Ахамот, которая создаёт демиурга из собственных страстей — страха и желания вернуться назад в плерому. Ограниченный пределами душевного бытия, он не способен понять «духовное»: не может непосредственно созерцать умопостигаемые идеи и не знает истинной природы вещей. Поэтому, создавая мир, он не ведает, что творит, и постоянно ошибается. Отеческая функция обычно приписывается божеству более высокого порядка, а демиургическая — более низкого. Отец, порождающий нечто из собственной сущности, мыслится неподвижным и самодостаточным в своём порождении, а Демиург — изменчивым и нуждающимся для создания своих произведений в материале и умопостигаемом образце.
По одним гностическим системам, недостаток Демиурга — только в неведении высших тайн; другие (антиномические) приписывают ему ещё дурные нравственные свойства и вражду против верховного божества.
В неоплатонизме, начиная с его основателя античного философа Плотина (204/205 — 270), функции Демиурга прочно закрепляются за Умом — второй после Единого бестелесной сущностью. Вступая в спор с Нумением и гностиками, Плотин доказывает, что умопостигаемое бытие, в соответствии с которым творится наш видимый мир, находится не вне Ума, а в нём самом, в той мере, в какой этот Ум мыслит самого себя. В результате вместо характерного для предшествующей традиции представления о двух богах, один из которых выступает в роли умопостигаемой парадигмы мира, а другой — в роли созерцающего эту парадигму Ума, Плотин разрабатывает учение об одном-единственном божественном Уме-Демиурге, сочетающем в себе оба эти аспекта.
В позднем неоплатонизме появляется уже целая «серия» демиургических богов, к которой принадлежат как божественные умы, так и души. У античного философа-неоплатоника Прокла (412—485) роль всеобщего Демиурга выполняет мыслящий ум — последний член триады мыслящих богов, замыкающих собой триаду бытие-жизнь-ум.

## Демиург в христианском богословии
В христианском богословии термин демиург (наряду с именованиями «Зиждитель», «Творец», «Художник», «Поэт» — др.-греч. ποιητής) характеризует Бога как Создателя и Устроителя всего существующего. При этом Бог может именоваться Демиургом не только применительно к творению мира из ничего, но и в случае творения того или иного сущего из прежде имевшегося материала. В святоотеческой литературе термин Демиург употреблялся как применительно к Богу вообще, так и по отношению к Отцу, Сыну и Святому Духу в отдельности, а также ко всем лицам Святой Троицы вместе, поскольку «вся Троица есть творящая и созидательная». Вместе с тем в святоотеческом богословии существовало устойчивое представление, что поскольку Сын как Слово Божие приводит в исполнение творческий замысел или волю Отца о мире, то имя Демиург подобает Ему в первую очередь. Это мнение ясно выразил святитель Василий Великий (330—379), который в творении различал «Отца как предначинательную причину сущих, Сына — как демиургическую, а Святого Духа — как совершительную». Вместе с тем святитель подчеркивал, что наделение Бога Слова демиургическими функциями обусловлено исключительно волей Отца. Термин Демиург в святоотеческом богословии изредка мог применяться к человеку и ангелу, но лишь в значении «автор», «источник», «причина».

## Демиург в художественной литературе
- Отягощённые злом, или Сорок лет спустя
- Лучафэрул — поэма Михая Эминеску, одна из признанных вершин его творчества и румынской поэзии в целом.